# Капустиха
Капустиха — деревня в составе Капустихинского сельсовета в Воскресенском районе Нижегородской области.

## География
Находится в правобережье Ветлуги на расстоянии примерно 2 километра по прямой на запад от районного центра поселка  Воскресенское.

## История
Деревня была основана в 1618 году. В 1771 году в деревне учтен 61 двор, в 1779 – 70 дворов и 541 житель. В 1859 году был 71 двор и 436 жителей. До 1861 года принадлежала Кондратьевой-Барбашевой. В 1911 году 124 двора и 436 жителей. Деревня была частично старообрядческой, частично православной, отличалась развитием кустарных промыслов (кузнечное дело, изготовление саней и телег). Входила в Макарьевский уезд Нижегородской губернии. В 1925 году учтено было 608 жителей.

## Население
Постоянное население  составляло 271 человека (русские 100%) в 2002 году, 231 в 2010 .